# Lake Winnebago (Misuri)
Lake Winnebago es una ciudad ubicada en el condado de Cass, Misuri, Estados Unidos. Tiene una población estimada, a mediados de 2021, de 1566 habitantes.

## Geografía
La ciudad está ubicada en las coordenadas 38°49′17″N 94°21′41″O / 38.82139, -94.36139 (38.821281, -94.361447). Según la Oficina del Censo de los Estados Unidos, tiene una superficie total de 7.08 km², de la cual 6.01 km² corresponden a tierra firme y 1.07 km² son agua.

## Demografía
Según el censo de 2020, en ese momento había 1433 personas residiendo en Lake Winnebago. La densidad de población era de 238.44 hab./km². El 93.16% de los habitantes eran blancos, el 0.21% eran afroamericanos, el 0.14% eran amerindios, el 0.70% eran asiáticos, el 0.70% eran de otras razas y el 5.09% eran de una mezcla de razas. Del total de la población, el 2.51% eran hispanos o latinos de cualquier raza.